# Dolmen de Mané-Groh
Le dolmen de Mané-Groh (ou Mané Grah) est un dolmen situé à Erdeven, dans le Morbihan en France.

## Historique
Le monument a été fouillé par W. C. Lukis en 1866, sans résultat connu. En 1883, Félix Gaillard fouille le coffre mégalithique. Le dolmen est classé au titre des monuments historiques par la liste de 1889.

## Description
Le dolmen est du type dolmen à couloir. Il ouvre au sud-est. Le couloir mesure 6 m de long sur environ 1 m de large en moyenne. Il débouche sur une chambre rectangulaire (4,70 m sur 3 m) compartimentée en quatre cellules latérales (de 0,50 m à 1 m de largeur) par deux dalles internes, perpendiculaires à l'axe du couloir. Chaque cellule comporte une table de couverture. Le couloir était également recouvert par des tables de couverture, plusieurs sont désormais manquantes. Le dolmen était à l'origine inclus dans la partie orientale d'un tumulus qui a désormais pratiquement complètement disparu. Derrière le dolmen, le petit coffre mégalithique, fouillé par Gaillard, devait à l'origine être englobé dans le  tumulus.
À environ 40 m au nord-ouest, il existe, au bord d'une ancienne carrière, un second dolmen complètement ruiné qui ne comporte plus que deux supports perpendiculaires et une table de couverture couchée au sol,.

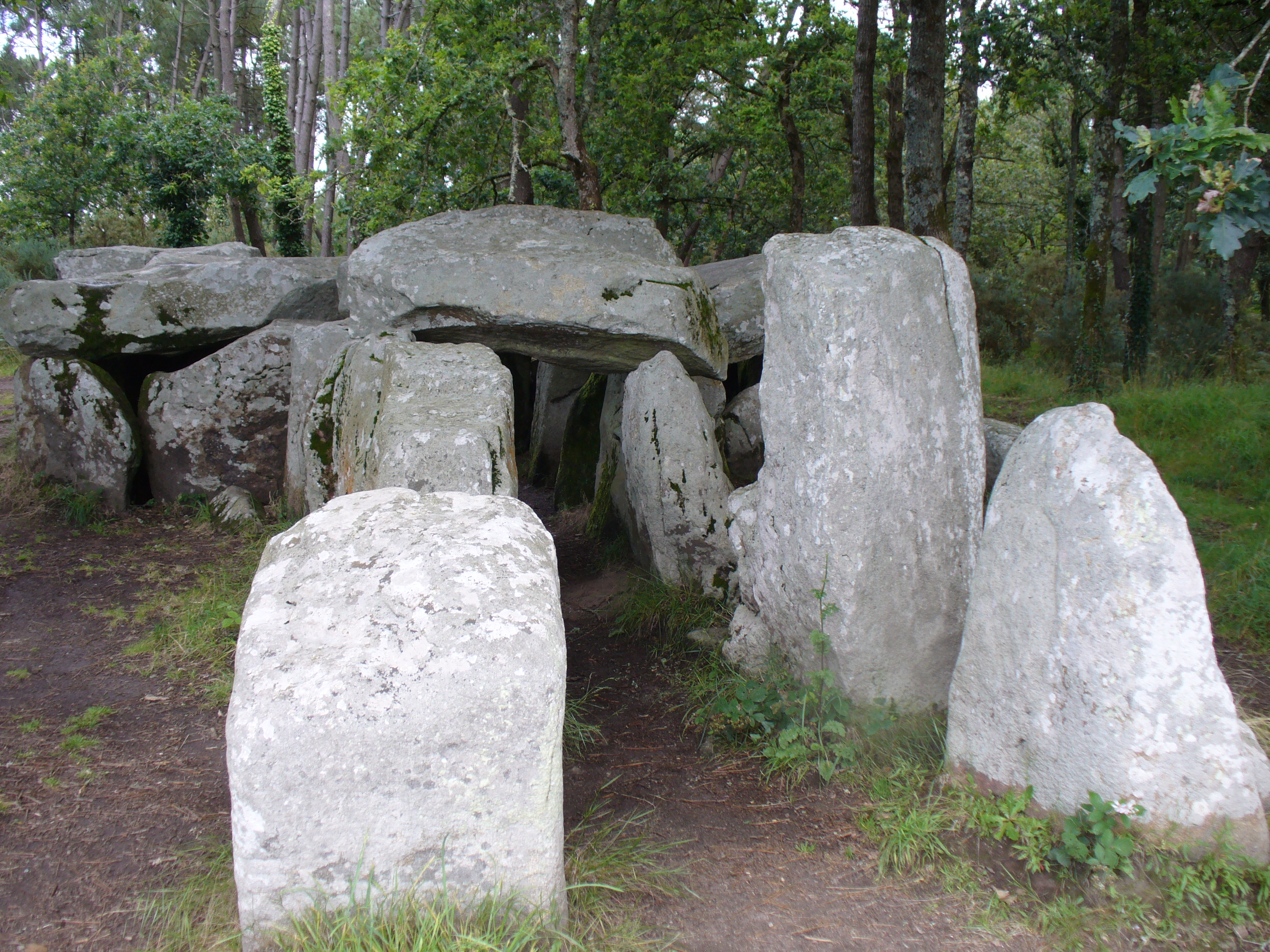
Entrée du dolmen.
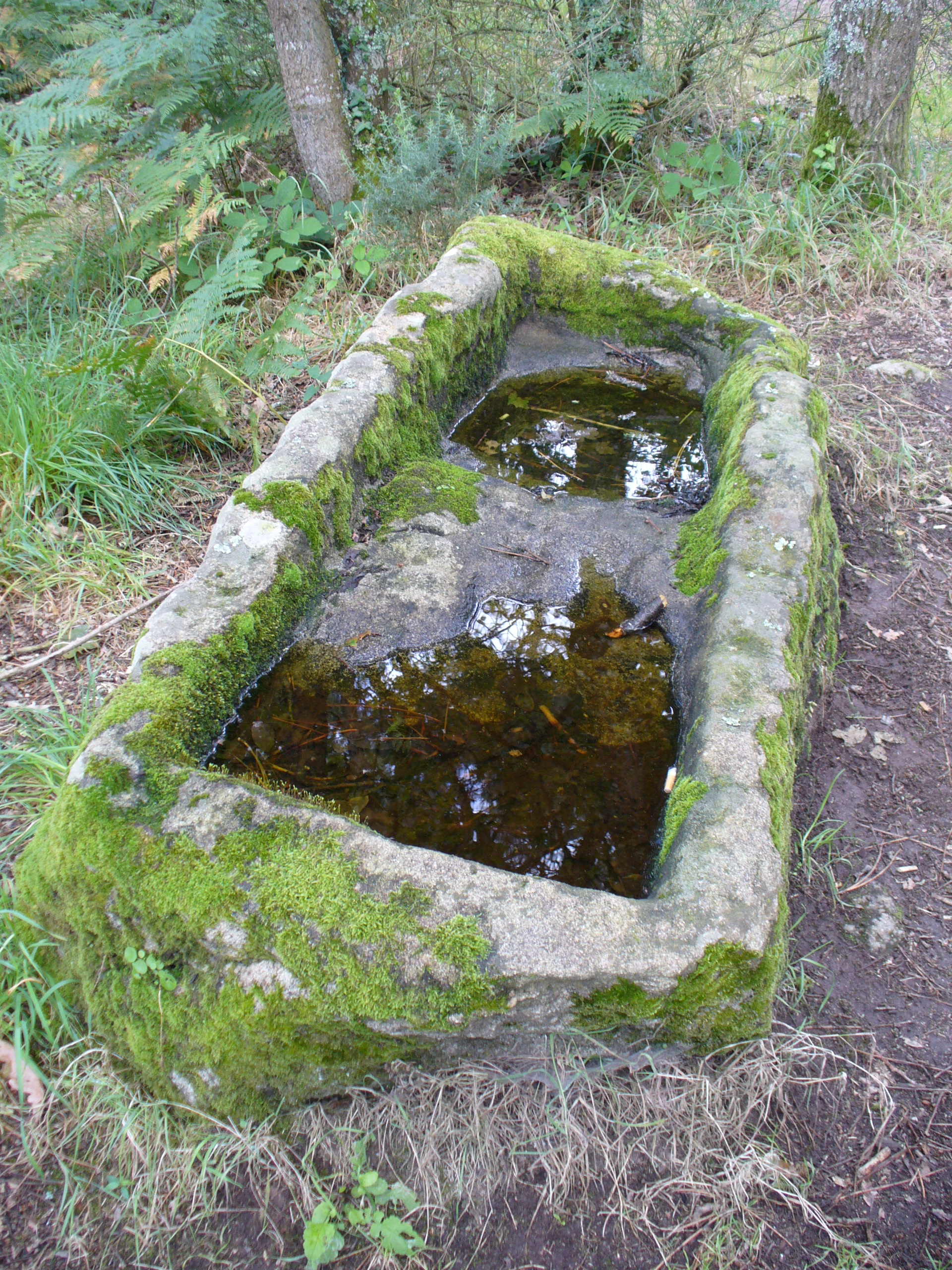
Coffre funéraire de Mané-Groh.

## Gravures
Serge Cassen a découvert un décor gravé sur la face extérieure de l’orthostate le plus large situé à l’extrémité du couloir. Le décor comprend une hache emmanchée, une crosse de jet et un anneau. La dalle ayant été amputée dans sa partie haute pour permettre l'assise d'une la dalle de couverture, la scène gravée est probablement incomplète.

### Reconstitution 3D
- Dolmen du Mané-Croc'h (construit par photogrammétrie)